# Lambertella hicoriae
Lambertella hicoriae är en svampart som beskrevs av Whetzel 1943. Lambertella hicoriae ingår i släktet Lambertella och familjen Rutstroemiaceae.   Inga underarter finns listade i Catalogue of Life.